# Civiltjänst
Civiltjänst är en tjänst åt staten gjord i egenskap av civil medborgare, särskilt vapenfri tjänst.